# Lomné, Hautes-Pyrénées

Lomné este o comună în departamentul Hautes-Pyrénées din sudul Franței. În 2009 avea o populație de 40 de locuitori.

## Evoluția populației
| An        | 1975 | 1982 | 1990 | 1999 | 2006 | 2009 |
| --------- | ---- | ---- | ---- | ---- | ---- | ---- |
| Populație | 46   | 45   | 35   | 44   | 41   | 40   |